# We'll Never Have Paris
We'll Never Have Paris (bra: Nós Nunca Teremos Paris) é uma comédia romântica norte-americana de 2014 dirigida por Simon Helberg (em sua estreia na direção) e Jocelyn Towne. É estrelado por Helberg, Melanie Lynskey, Zachary Quinto, Maggie Grace, Jason Ritter e Alfred Molina. É baseado no noivado na vida real do ator Simon Helberg com sua esposa, Jocelyn Towne.
O filme teve sua estreia mundial no SXSW em 10 de março de 2014 e foi lançado através de vídeo sob demanda em 23 de janeiro de 2015, pela Orion Pictures. O título é uma referência à famosa frase "We'll Always Have Paris" do filme Casablanca (1942).

## Enredo
Quinn (Simon Helberg) e Devon (Melanie Lynskey) são um casal desde o ensino médio. Quinn trabalha em uma floricultura e Devon leciona na universidade local. Kelsey (Maggie Grace), colega de trabalho de Quinn, diz que está apaixonada por ele. Quinn então resolver encerrar seu relacionamento. Arrependido, ele vai até sua casa, mas descobre que ela partiu para Paris.

## Elenco
- Simon Helberg como Quinn Berman
- Melanie Lynskey como Devon
- Maggie Grace como Kelsey
- Zachary Quinto como Jameson
- Ebon Moss-Bachrach como Guillaume
- Jason Ritter como Kurt
- Alfred Molina como Terry Berman, pai de Quinn
- Judith Light como Jean, mãe de Devon

## Produção
O filme marca a estreia de Simon Helberg na direção e é o segundo longa-metragem de sua esposa Jocelyn Towne. As filmagens começaram em julho de 2013 em Nova York e Paris.

## Lançamento
Teve sua estreia mundial no South by Southwest em 10 de março de 2014 e foi o filme de encerramento do Festival Internacional de Cinema de Edimburgo em 29 de junho de 2014. A obra foi adquirida pela Orion Pictures e lançado por meio de vídeo sob demanda em 22 de janeiro de 2015.

## Recepção
No Rotten Tomatoes, o filme tem índice de aprovação de 32%, baseado em 25 avaliações, com nota média de 4,6/10. The Hollywood Reporter deu ao filme uma avaliação mista, citando-o como "genial, mas não totalmente persuasivo". Variety considerou o trabalho "esporadicamente divertido, mas mais frequentemente irritante". O Los Angeles Times deu uma crítica mais positiva, chamando-a de "uma comédia romântica divertida e peculiar".

## Prêmios e indicações
| Ano  | Festival                    | Categoria                                   | Nomeado(s)                    | Resultado |
| ---- | --------------------------- | ------------------------------------------- | ----------------------------- | --------- |
| 2014 | SXSW Film Festival          | Prêmio do Público – Destaque Narrativo      | Simon Helberg & Jocelyn Towne | Indicado  |
| 2014 | Newport Beach Film Festival | Prêmio do Público - Melhor Filme de Comédia | Simon Helberg & Jocelyn Towne | Venceu    |